# Liste der Kulturdenkmäler in Niederstadtfeld
In der Liste der Kulturdenkmäler in Niederstadtfeld sind alle Kulturdenkmäler der rheinland-pfälzischen Ortsgemeinde Niederstadtfeld aufgeführt. Grundlage ist die Denkmalliste des Landes Rheinland-Pfalz (Stand: 17. Juli 2023).

## Einzeldenkmäler
| Bezeichnung                           | Lage                               | Baujahr | Beschreibung                                                                                               | Bild                           |
| ------------------------------------- | ---------------------------------- | ------- | --- | ------------------------------ |
| Wegekapelle                           | Am Mühlscheid Lage                 |         | Wegekapelle                                                                                                | BW                             |
| Scheune                               | Hauptstraße 8 Lage                 | 1795    | barocke Scheune, 1795                                                                                      | BW                             |
| Katholische Pfarrkirche St. Sebastian | Hauptstraße 14 Lage                | 1769    | Turm wohl mittelalterlich, Schiff von 1769, um 1840 verlängert; Kirchhofskreuz, Sandstein, bezeichnet 1861 | weitere Bilder Fotos hochladen |
| Wohnhaus                              | Hauptstraße 17 Lage                | 1796    | barockes Wohnhaus, bezeichnet 1796                                                                         | BW                             |
| Quereinhaus                           | Hauptstraße 24 Lage                | 1893    | eingeschossiges Quereinhaus, bezeichnet 1893                                                               | BW                             |
| Wegekreuz                             | südlich des Ortes an der L 27 Lage | 1633    | Schaftkreuz, bezeichnet 1633                                                                               | Fotos hochladen                |